# Hastulopsis gotoensis
Hastulopsis gotoensis é uma espécie de gastrópode do gênero Hastulopsis, pertencente a família Terebridae.